# Jack Kenningham
Jack Kenningham (Kingston upon Thames, Inglaterra, 19 de noviembre de 1999) es un jugador profesional inglés de rugby que se desempeña en la posición de ala cerrado en Harlequins FC, equipo perteneciente a la liga Premiership Rugby.

## Carrera
En 2018 comenzó su carrera deportiva con el equipo Harlequins FC, donde lleva jugando seis temporadas. En 2023 jugó tres partidos en la Premiership Rugby Cup.